# 克塔克

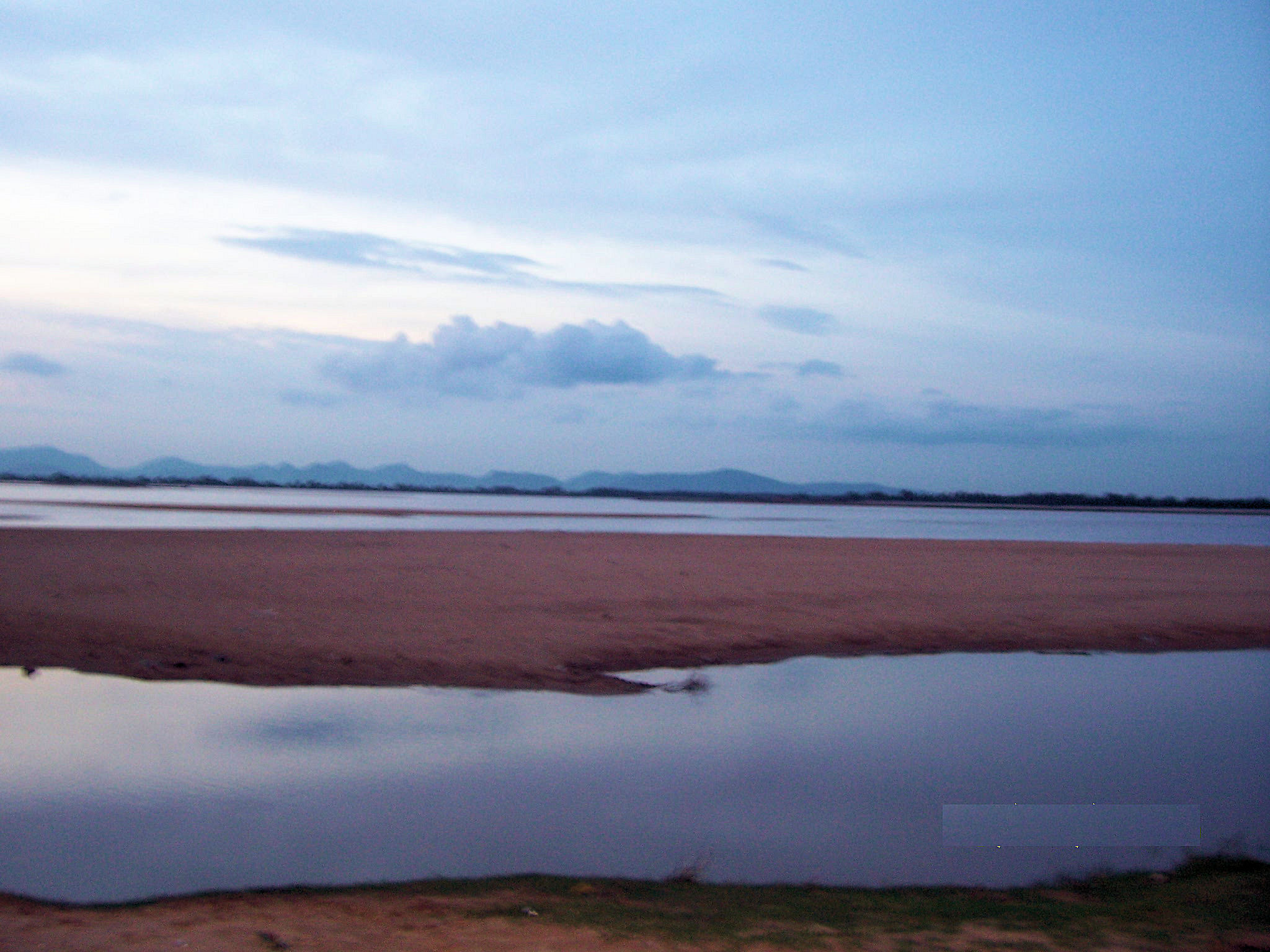

克塔克是印度的城市，由奥迪沙邦負責管轄，位於該國東部，距離首府布巴內什瓦爾28公里，面積398平方公里，海拔高度36米，受熱帶乾濕季氣候影響，每年平均降雨量1,440毫米，2011年人口606,007。

## 外部連結
- Cuttack Municipal Corporation
- Cuttack Development Authority (CDA)
- Official website of Cuttack district（页面存档备份，存于）